# Théâtre de la Toison d'or
 (juillet 2013).
Si vous disposez d'ouvrages ou d'articles de référence ou si vous connaissez des sites web de qualité traitant du thème abordé ici, merci de compléter l'article en donnant les références utiles à sa vérifiabilité et en les liant à la section « Notes et références ».
Pour les articles homonymes, voir TTO.
Le Théâtre de la Toison d'or aussi abrégé TTO est un théâtre bruxellois, situé dans les Galeries de la Toison d'or, proche du quartier Louise, dans la commune d'Ixelles. Inauguré en 1995, ce théâtre a pour objectif de favoriser l’humour, la comédie en tous genres, ainsi que la création belge.

## Histoire
Le théâtre fut créé par Nathalie Uffner avec son mari Albert Maizel et  Sylvie Rager, Viviane et Alain Benyacar. Le but du théâtre est alors de permettre de faire rencontrer les auteurs et les comédiens pouvant interpréter leurs pièces.
Dès le début, l’objectif du TTO est clair : favoriser la création des auteurs belges de la Communauté française, en mettant en avant l’humour sous toutes ses formes : comédie, one man/woman show, humour surréaliste, actualité tournée en dérision, sketches thématiques, vaudeville, feuilleton théâtral, conférence, music-hall, comédie musicale. Le credo du TTO est d’aborder avec sérieux des thèmes légers et de traiter avec légèreté des thèmes sérieux.
Les locaux choisis sont ceux de l’ancien cinéma Clichy situé dans la Galerie de la Toison d'or qui était désaffecté. Une salle de 220 places est alors aménagée après travaux.
La première saison du théâtre s’ouvre avec Le Dernier des Yuppies d’Albert Maizel. Vient ensuite Réseau de Vincent Marganne, Duo d’Impro de Joël Michiels et Renaud Rutten, Chez Mariette de R. Grognard et Francine Laffineuse et se termine par Bravo Martine ! de Laurence Bibot.
Aujourd’hui, le TTO a programmé près de 100 spectacles, dont 48 créations, a dépassé les 2 000 représentations et touché près de 400 000 spectateurs. 
Le Théâtre de la Toison d'or est subventionné par la Communauté française de Belgique et soutenu par la Commune d’Ixelles.

### Le c-TTO
En 2005, le TTO crée également une scène café-théâtre dans le foyer du bâtiment afin de donner un espace de création à de jeunes comédiens sortis du conservatoire. Faute de place, le Café-théâtre doit s’arrêter en 2009. Après des travaux de rénovation effectués en 2012, le café-Théâtre du TTO dit "c-TTO" peut reprendre place et est actif depuis 2013. 

### Le ResTTO
En 2010, Nathalie Uffner anime des capsules culinaires intitulées Nathalie is in the kitchen dont les recettes sont servies au ResTTO. En 2012, vu le succès, le ResTTO est agrandi et rénové.

### Fun, Food and Acting, les spectacles en anglais du TTO
Depuis 2013, le TTO a lancé les soirées Fun, Food and Acting dont les spectacles sont en anglais, afin d'offrir une possibilité de divertissement aux nombreux anglophones habitant Bruxelles, où sont implantées plusieurs importantes institutions internationales.

### Little TTO
La saison 2015-2016 célèbre les 20 ans du TTO. À cette occasion, le théâtre s'agrandit et achète la seconde salle, adjacente à la première, qui formait le complexe de l'ancien cinéma Clichy. Pour la rénovation de la salle, une opération dite de « crowdlending » est lancée. Pour celle-ci, le public est invité à prêter de l'argent pour les travaux. L'opération est un succès, les 50 000 € nécessaires sont récoltés en 30 secondes.
Appelée « Little TTO », cette nouvelle salle sera plus petite (environ une centaine de sièges) mais plus polyvalente.  L'ouverture est prévue en novembre 2016.

## Productions
- 1997 : Les Aventures du Docteur Martin de Marc Moulin
- 1999 : Un homard ! Où ça ?, one-woman-show de Sébastien Ministru
- 2000 : L’Ascenseur de Marc Moulin
- 2003 : Psy de divers auteurs
- 2003 : Le Grand Voyage de Marc Moulin
- 2004 : Bob & Georges de Laurence Bibot et Nathalie Uffner
- 2004 : Les Virtuoses II de Damien Gillard
- 2005 : La Fête des mères de Sébastien Ministru
- 2005 : Le Juste Milieu de A. Goslain, Olivier Massart et Nicolas Buysse
- 2005 : Fever de Sébastien Ministru
- 2007 : Capitaine Chantal de L. Bibot et N. Uffner
- 2007 : Saison one, série théâtrale de Marie-Paule Kumps et Bernard Cogniaux
- 2007 : Cravate Club de Fabrice Roger-Lacan
- 2007 : Fabuleuse Étoile de S. Zidani et P. Chaboud
- 2007 : Les Monologues du vagin de Eve Ensler
- 2007 : Qui est le véritable inspecteur Dupif ? de Tom Stoppard
- 2007 : Cendrillon, ce macho ! de Sébastien Ministru
- 2008 : Où sont les hommes ? de Nicolas Dubois et Patrice Mincke
- 2009 : Boomerang de A. Goslain et D. Ysaye
- 2009 : My First Time de Ken Davenport
- 2009 : Djû! Et c’est reparti de Charlie Degotte
- 2009 : Mercier, go home de Jacques Mercier
- 2009 : One Man Chose
- 2010 : Valentine Deluxe fait son cinéma de Benoit Bureau
- 2010 : Clash de D. Ysaye et V. Muzzi
- 2010 : Zaventem moi non plus de Charlie Degotte
- 2010 : On vit peu mais on meurt longtemps de Fabrizio Rongione et Samuel Tilman
- 2010 : Eux de Juan d'Oultremont
- 2011 : Purgatoire de Dominique Bréda
- 2011 : Antoine Guillaume assume de Antoine Guillaume et Sébastien Ministru
- 2011 : Sœurs Emmanuelle de Laurence Bibot et Nathalie Uffner
- 2011 : So long… A bientôt, création collective
- 2011 : Walter, Belge et méchant de Walter
- 2011 : Alex Vizorek est une œuvre d’art de Alex Vizorek
- 2011 : Arnaque, Cocaïne et Bricolage de Mohamed Rouabhi
- 2011 : Œdipe à la ferme, d'après Sophocle, de et avec Ivan Fox et Claude Semal
- 2011 : La vie c’est comme un arbre de la Compagnie des Voyageurs sans Bagage.
- 2011 : Il n’y a pas de sot métier, talk-shows théâtraux
- 2012 : Do eat de Dominique Bréda
- 2012 : Fée un vœu de Jean-Luc Fonck
- 2012 : Boeing Boeing de Marc Camoletti
- 2012 : Féminité, Égalité, Virilité, festival, divers comédiens
- 2012 : Abominables, de et avec Valentine Deluxe, Irène de Langelée et Peggy Lee Cooper
- 2012 : Toutes nos mères sont dépressives de Thibaut Nève et Quentin Marteau
- 2012 : Ciao Ciao Bambino de Sébastien Ministru
- 2012 : Les Pétasses, de et avec Jean-François Breuer, Aurelio Mergola, Ariane Rousseau et Nathalie Uffner
- 2015 : Rire, please de Sébastien Ministru et Laurence Bibot
- 2015 : La Rentrée d'Arlette de Zidani et Patrick Chaboud
- 2015 : Juke Box de Laurence Bibot, Dominique Bréda, Marie-Paule Kumps, Myriam Leroy, Riton Liebman, Sébastien Ministru, Alex Vizorek et Delphine Isaye
- 2015 : Sous la robe de Nathalie Penning
- 2015 : J'me sens pas belle de Martine Fontaine Jeanjean et Bernard Jeanjean
- 2015 : Misère de Laurent Beumier
- 2015 : Dernier Coup de ciseaux de Paul Pörtner
- 2016 : Chacun sa place de Véronique Gallo

- 2016 : Cherche l'amour de Myriam Leroy
- 2016 : Gili, le Mentaliste de Gili
- 2016 : Si ça va, bravo de Jean-Claude Grumberg
- 2016 : Pyjama pour six de Marc Camoletti

## Personnalités
- Nathalie Uffner
- Laurence Bibot
- Sébastien Ministru
- Dominique Bréda
- Marc Moulin
- Dominique Bréda
- Jacques Mercier
- Philippe Geluck
- Alex Vizorek
- Virginie Hocq
- Zidani
- Patrick Ridremont
- Nathalie Penning
- Kroll
- Marie-Paule Kumps
- Myriam Leroy
- Riton Liebman
- Antoine Guillaume
- Jean-Luc Fonck
- Maman de Bruxelles
- Bruno Coppens
- Véronique Gallo